# Alessandro Rugnone
Alessandro Rugnone (Palermo, 21 settembre 1984) è un attore italiano.

## Formazione e Prime Esperienze
Tra il 2003 e il 2006, frequenta l'Accademia Nazionale d'Arte Drammatica Silvio d'Amico, dove affina la sua formazione teatrale. Durante questo periodo, partecipa all'episodio "La pazienza del ragno" della serie televisiva Il commissario Montalbano, interpretando il ruolo del giovane Francesco Lipari.

## Collaborazioni e Progetti Teatrali
Nel 2007, collabora con la regista Emma Dante in Cani di Bancata e Carmen, partecipando anche ad altre performance della regista. Lavora con la compagnia del Teatro dell'Elfo, dove interpreta Benvolio nell'edizione 2008 di Romeo e Giulietta per il Festival Shakespeariano di Verona e Mercuzio nell'edizione 2013 al Teatro Elfo Puccini. Nel 2009, interpreta uno dei ruoli principali in Shopping and Fucking di Mark Ravenhill, recitando al fianco di Ferdinando Bruni.

## Televisione e Premi
Nel 2007 è co-protagonista nella seconda stagione della serie Raccontami 2, prodotta da Paypermoon per Rai Radiotelevisione Italiana, con la regia di Tiziana Aristarco e Riccardo Donna. Lo stesso anno, collabora con Pippo Baudo per la realizzazione della rubrica Popolo di poeti all'interno del programma Domenica In.
Nel 2011, vince il Premio Ubu come miglior attore under 30 per la sua partecipazione a The History Boys. Questo spettacolo, con protagonisti Elio De Capitani e Gabriele Calindri, si aggiudica anche il titolo di miglior spettacolo dell'anno, ex aequo con "Dopo la battaglia" di Pippo Delbono.

## Progetti Recenti
Nel 2012, scrive, dirige e produce lo spettacolo teatrale "Yes I Am", presentato al Teatro dell'Elfo nella rassegna di drammaturgia contemporanea "Nuove Storie". Nello stesso anno, partecipa alla quinta stagione di Squadra antimafia - Palermo oggi, interpretando il ruolo di Ruggero Spina, e riceve il Glam Award Sicilian In The World 2013 per questa performance.
Nel 2014, entra nel cast di Catturandi - Nel nome del padre, fiction per Rai 1 diretta da Fabrizio Costa. Nel 2017, collabora nuovamente con Taodue nel film per la TV "A testa alta - Libero Grassi", per la serie Liberi sognatori. 
Nel 2016, inizia una collaborazione con il regista Nico Bonomolo, lavorando come attore-modello nel cortometraggio di animazione Confino, ideato, scritto e diretto da Bonomolo e prodotto dall'autore stesso con Andrea Occhipinti per Lucky Red. Confino ottiene riconoscimenti in prestigiosi festival di animazione internazionali ed è l'unico cortometraggio animato italiano qualificato per le selezioni agli Oscar 2018, oltre a essere candidato al David di Donatello per il miglior cortometraggio.
Nel 2021, è coinvolto nel progetto Maestrale (film 2021), un cortometraggio italiano scritto, diretto e realizzato da Nico Bonomolo, che vince il David di Donatello 2022 per il miglior cortometraggio e viene candidato al Nastro d'Argento per il miglior cortometraggio di animazione. Prodotto da Salvo Ficarra, Valentino Picone e Attilio De Razza per Tramp LTD film,, Maestrale è un film d'animazione interamente disegnato e colorato a mano, realizzato con la tecnica del passo 2, e si avvale di modelli video 3D e delle performance degli attori Alessandro Rugnone e Annalisa Valoroso per garantire maggiore realismo alle immagini.

## Teatro
- Il gabbiano, regia di Mario Ferrero (2004)
- Time, regia J. Bal (2004)
- Shelter, regia di Massimiliano Farau (2005)
- La tempesta, regia di Lorenzo Salveti (2006)
- Ninà, regia di Lorenzo Salveti (2006)
- Il racconto d'inverno, regia di Francesco Manetti (2007)
- L'ispettore generale, regia di Giovanni Scacchetti (2007)
- Cani di bancata, regia di Emma Dante (2007-2008)
- Shopping and Fucking, regia di Ferdinando Bruni (2009)
- Carmen, regia di Emma Dante (2009)
- Petrolio, regia di Enrico Zaccheo (2010)
- The History Boys, regia di Elio De Capitani e Ferdinando Bruni (2010-2011)
- Educazione Fisica, regia Manuela Lo Sicco e Sabino Civilleri (2011-2012)
- Yes I Am, testo e regia Alessandro Rugnone (2012)
- Romeo e Giulietta, regia Ferdinando Bruni (2013)

## Televisione
- Il commissario Montalbano, regia di Alberto Sironi (2006)
- Distretto di Polizia 7, regia di Alessandro Capone - serie TV, episodio 7x20 (2007)
- Provaci ancora prof! 4 , regia di Tiziana Aristarco (2011)
- Pinocchio - Film per la tv, regia di Alberto Sironi (2008)
- Raccontami 2, regia Riccardo Donna (2010)
- Squadra antimafia 5 - serie TV, 4 episodi (2013) - Ruolo: Ruggero Spina
- Catturandi - Nel nome del padre - serie TV (2015) - Credits "Alessandto Gangi"
- Liberi sognatori, regia di Graziano Diana - film TV (2018)

## Cinema
- Maestrale - cortometraggio, regia di Nico Bonomolo (2021)
- Confino - cortometraggio, regia di Nico Bonomolo (2016)
- Pugnali di carta - cortometraggio, regia di Marco Giallonardi (2008)
- Un cuore dentro al mare - cortometraggio, regia di Claudia La Bianca (2008)
- Disinstallare un amore - cortometraggio, regia di Alessia Scarso (2010)
- La logica delle cose, regia di Andrea Baracco (2012)
- Mai, regia di Giulio Poidomani (2015) - Credits Alessandro Gangi

## Riconoscimenti
- Premio Ubu 2011 – miglior attore under 30
- Glam Award Sicilian In The World 2013